# Cantonul Ouzouer-sur-Loire
Cantonul Ouzouer-sur-Loire este un canton din arondismentul Orléans, departamentul Loiret, regiunea Centru, Franța.

## Comune
- Bonnée
- Les Bordes
- Bray-en-Val
- Dampierre-en-Burly
- Ouzouer-sur-Loire (reședință)
- Saint-Benoît-sur-Loire